# Občina Kanal
Občina Kanal je ena od občin v Republiki Sloveniji. Sedež občine je Kanal  – slikovito naselje v srednji Soški dolini.
Občina Kanal se s 5.100 prebivalci (2025; po popisu 2002 še 6.000) prišteva med srednje velike občine v Sloveniji. Po površini se s svojimi 146,5 km2 uvršča med 50 največjih slovenskih občin. Leži v zahodnem delu države ob meji z Italijo. Nastala je z odcepitvijo od Goriške občine.

## Naselja v občini
Ajba, Anhovo, Avče, Bodrež, Čolnica, Deskle, Doblar, Dolenje Nekovo, Goljevica, Gorenja vas, Gorenje Nekovo, Gorenje Polje, Jesen, Kal nad Kanalom, Kambreško, Kamenca nad Ložicami, Kanal, Kanalski Vrh, Krstenica, Levpa, Lig, Ložice, Močila, Morsko, Paljevo, Plave, Prilesje pri Plavah, Ravna, Robidni Breg, Ročinj, Seniški Breg, Ukanje, Zagomila, Zagora, Zapotok

## Lega
Občina Kanal leži v srednji Soški dolini in meji z Italijo, z deželo Furlanijo - Julijsko krajino. Njeno ozemlje je razdeljeno na tri dele:
- osrednji del z dolino reke Soče
- hribovit svet Kanalskega Kolovrata
- zahodno obrobje Banjške planote na vzhodu.

Na meji z Italijo teče mejna reka Idrija.

## Kulturna dediščina
Občina se ponaša z bogato naravno in kulturno dediščino. Na njenem ozemlju stoji več kot 20 cerkva in ostale sakralne kulturne dediščine. Ena izmed njih je gotska cerkvica Svetega Kancijana iz leta 1505 v Britofu, ob italijanski meji.
- etnološki spomenik Lukčeva hiša v Kambreškem
- Galerija Rika Debenjaka v Kanalu
- Mlini na reki Idriji na Kanalskem Kolovratu
- Kašarjev mlin v bližini Bodreža
- Švinkov mlin na Gorenjem polju v bližini Deskel
- Neptunov vodnjak iz leta 1815 v Kanalu
- Zasebna zbirka predmetov iz prve in druge svetovne vojne v Avšju
- Muzejska zbirka Franca Jerončiča v Ligu
- Napoleonov most V Desklah in Ajbi

## Naravna dediščina
- Slapovi in korita potoka Ajba, s slapom Savinka na Ajbi
- izredno redka sredozemska praprot Venerini laski (Adiantum capillus veneris) nad Avčami in Ročinjem
- Soteska potoka Močila ali Zamedvejskega potoka in Divja jama
- 250 m globoko brezno Vodičnik

## Podnebje
V pokrajini se mešajo različni podnebni tipi, in sicer: sredozemski, alpski in celinski. Območje zaradi relativno visokih nadmorskih višin in bližine morja spada med bolj namočena v Sloveniji.
Značilno vlogo pri lokalnih posebnostih podnebja ima dolina reke Soče, ki predvsem pozimi omogoča, da se po njej navzgor valijo toplejše zračne mase iznad morja, ki blažijo alpske in celinske vplive iz zaledja.

## Krajevne skupnosti
- Anhovo - Deskle
- Avče
- Kal nad Kanalom
- Kambreško
- Kanal
- Levpa
- Lig
- Ročinj

## Zgodovina od 19. stol. do danes

### 19. stoletje
Zametki občinskega sistema, preko katerega je nastala današnja občina Kanal se nahajajo v začetku 19. stoletja in sicer s prihodom Francozov na območje današnje Zahodne Slovenije in ustanovitvijo tako imenovanega sistema komun ter merijev. Nekateri zgodovinarji iščejo predhodnika današnjih občin tudi v praslovanskih župah. V začetku 19. stoletja se je po porazu francoske vojske na to območje vrnila avstrijska monarhija, ki je izvedla tako imenovano restavracijo. V letih 1814 do 1816 se je izvedla glavnina organizacije glavnih občin na slovenskem ozemlju. Prve uveljavitve najdemo sicer na Kranjskem z letom 1817, Goriška, ki je takrat postala ločena dežela od osrednje Kranjske pa je dobila svoje prve občine na področju Ajdovčine, Goriške in Tolmina med letom 1818 in 1819. Do leta 1845 se je za območje Goriške uvedla upravna porazdelitev; uzakonjena pa je bila s letom 1849, ko je bila sprejeta nova oktroirana ustava.
Leta 1850 je občina Kanal spadala pod okrajno glavarstvo v Gorici. Sama je bila del tretjega sodnega okraja Goriške. Pod ta okraj so spadali še drugi kraji kot Anhovo, Deskle, Kal, Kanal, Lokovec, Ročinj, Ajba, Avče in Banjšice.
Čeprav se je po letu 1848 začela na območju Goriške vedno bolj razvijati lokalna samouprava, jo je prihod postmarčnega absolutizma za skoraj dve desetletji korenito okrnil.
Glavni organ občine devetnajstega stoletja je bil tako imenovano starešinstvo, ozrioma svet. Danes ga poznamo pod imenom občinski svet. Imel je privilegij, da izvoli svoj izvršni organ, ki je imel pravico do občinskega predstojništva, oziroma županstva.
Pogoj za obstoj občine v času avstrijske nadvlade je bila vsaj delna samozadostnost, katero je v večini predpogojevala velikost samega samoupravnega teritorija. Drugi pogoj pa je bil inverzen, saj posamezni kraji niso smeli biti preveč oddaljeni od samega središča, kar je pomenilo, da občina ni smela biti prevelika v svojem obsegu.

### 20. stoletje
Do prvih sprememb je na Goriškem in širšem Primorskem prišlo po italijanski zasedbi območja leta 1921. V prvih letih so politično delovali še predstavniki iz avstrijskih časov, kar pa se je spreminilo tekom 20ih let 20. stoletja. Najprej je prišlo do novih volitev v letu 1922, kar je pomenilo, da so lahko nove oblasti na mesta lokalno izvoljenih županov namestili režimske predstavnike. Leto kasneje se je na slovenskem uveljavil italijansko občinski zakonik iz leta 1915, kar je pomenilo, da so lahko fašistične oblasti odstavljale in nameščale župane, glede na njihove potrebe. V letih 1927 in 1928 je prišlo do tako imenovanih komasacij kar je pomenilo, da so se manjše občine združevale v večje enote. V času po reformah so italijanske oblasti na mesta županov začele postavljati tako imenovane podestaje, kar je pomenilo, da ti lokalni politiki niso bili več odgovorni do svojega prebivalstva temveč oblasti, oziroma lokalnemu prefektu. Goriška in Kanal sta takrat spadala pod Videmsko pokrajino, ki je bila del prefekture Julijske Krajine, vse do leta 1943, ko so to območje zasedle nemške sile in ga prestrukturirale v Jadransko Primorje.
Med drugo svetovno vojno se je na območju Primorske pojavil sistem dvovladja. Oblast sta si delila Narodno osvobodilni boj in italijanska oblast. Po zahodnem ozemlju so se začelo pojavljati narodnoosvobodilni ljudski odbori, katerega je imenoval NOB skupaj z Osvobodilno Fronto. Po italijanski kapitulaciji in nemški zasedbi se je na primorskih tleh ohranila ureditev iz italijanskih zakonov iz let 1922, 1927 in 1934. Nemški okupator uradne ureditve ni spreminjal. Prišlo je do poskusov nastavljanja županov s strani četnikov, ki so se umikali proti zahodu.
Po koncu druge svetovne vojne je na tem območju prišlo do pogajanj za določitev meje med Italijo in Jugoslavijo. V tem kontekstu je prišlo do razdelitve delov Primorske na cono A, ki je bila pod zavezniki in cono B, ki je spadala pod jugoslovansko upravo. V coni B so upravo prevzeli organi ljudske oblasti, občine pa so bile ukinjene. Tudi v coni A so delovali ljudski odbori, vendar jih zavezniki niso priznavali. Le ti so se opirali na določene italijanske mehanizme in predstavnike, kateri pa so bili imenovani.
Po drugi svetovni vojni in priključitvi Primorske k FLRJ se do leta 1952 ne srečujemo z besedo občine. Zakonsko so bile opredeljene zgolj teritorialne enote pod imenom »kraji«. V teh upravnih enotah je bila najvišja oblastna enota ljudski odbor. Za mesta je veljalo podobno, s tem, da so se v urbaniziranih centrih ljudski odbori imenovali mestni odbori. Že v letu 1948 so se začeli javnopravno pojavljati kraji, ki pa so se do leta 1952 vse bolj združevali v večje enote preko ljudskih odborov. Na goriškem jih je bilo 42. V Jugoslaviji se občine uveljavijo od leta 1952 naprej, Nova zakonodaja iz začetka 50ih let 20. stoletja je skušala prilagoditi novo nastalo situacijo oblastem, za čim učinkovitejše delovanje. Občina je bila predvidena kot najmanjša teritorialna enota, na čelu katere je bil občinski ljudski odbor. Ti so postali predstavniki državne in lokalne oblasti. Sestavljeni so bili iz predsednika, sveta, posebne komisije in vaških odborov. Povojno ureditev občin razdelimo na dve obdobji. Prvo zamejimo z leti 1952 in 1955. V tem času se je uvedel Zakon o razdelitvi LRS, ki je urejal razdelitev teritorijev in predvideval ustanovitev ene mestne občine na primorskem s sedežem v Novi Gorici. Le ta je bila direktno podrejena republiškim organom in ne krajevnim ljudskim odborom. Po letu 1955 nastopi drugo obdobje, ki traja vse do leta 1961. V tem času zaznavamo proces krčenja števila občin. Po izdelavi komunalnega zakonika v letu 1953 in uvedbi splošnih določil o ureditvi občin in krajev leta 1955 se je začel proces zaokroževanja občin, na samostojne gospodarske, kulturne in socialne enote. Organi občinskih ljudskih odborov so bili sestavljeni iz predsenika, svetov, upravnih organov, tajnika in sodnika za prekrške. V manjših delih občin so bili ustanovljeni krajevni odbori za lokalno upravljanje tega dela enote.

### 21. stoletje
Občine v sodobnem smislu so nastale 29. decembra 1993, ko je takratni predsednik Republike Slovenije Milan Kučan izdal dekret o razglasitvi zakona o lokalni samoupravi. 21. decembra 1991 je le ta bil sprejet na seji Državnega zbora Republike Slovenije.
Zgoraj omenjeni zakon je bil podlaga za Zakon o ustanovitvi občin ter o določitvi njihovih območji. V tem obdobju je bila ustanovljena tudi občina Kanal. Sama občina je srednjega obsega in ima danes nekaj več kot 5000 prebivalcev. Je obmejnega tipa, kar pomeni, da je del njene občinske meje tudi državna meja. Večino občine predstavlja gozd in poselitev je redka. Jedro predstavlja kraj Kanal. Sama občina se lahko pohvali s 146,5 kvadratnih kilometrov površine.
Občina Kanal je sodeč po njenem statutu občina v okviru ustave, ki samostojno ureja in opravlja javne zadeve lokalnega pomena. Le ti zadevajo prebivalce občine in naloge iz državne pristojnosti, ki se nanje prenesene z zakonom, če zanje država zagotovi potrebna sredstva.
Občani so tisti ljudje, ki imajo na območju občine stalno prebivališče. S tem pridobijo status občanov. Občani sestavljajo krajevne skupnosti Anhovo - Deskle, Avče, Kal nad Kanalom, Kanal, Kambreško, Levpa, Lig in Ročinj - Doblar.
Glede na statut občine je njena politična in upravna struktura sestavljena iz občinskega sveta, župana, nadzornega odbora, volilne komisije in režijskega obrata. Občinski svet po 12. člen statuta šteje 17 članov in je najvišji organ odločanja. Člani sveta se volijo za 4 leta. Kot svoje primarne naloge šteje urejanje statuta in poslovnika občine ter proračuna.
Župan je izvoljen s strani neposrednih in tajnih volitev; le ta se lahko odloči, da bo svojo funkcijo opravljal poklicno ali nepoklicno. Naloge župana so predvsem predlagalnega pomena v kontekstu občinskega sveta in občino predstavlja v javnih zadevah.
Tretje telo je nadzorni odbor občine. Primarna skrb nadzornega odbora je nadzor javne porabe v občini preko preverjanja poslovnih poročil in zaključnih računov ter pogodb, finančnih dokumentov ter druge potrebne dokumentacije.
Glavne naloge občine so normativno urejanje lokalnih zadev javnega pomena, upravljanje občinskega premoženja, omogočanje pogojev za gospodarski razvoj občine, ustvarjanje pogojev za gradnjo stanovanj in skrbi za povečanje najemnega socialnega sklada stanovanj; skrbi za lokalne javne službe; zagotavlja in pospešuje vzgojno-izobraževalno in zdravstveno dejavnost; pospešuje službe socialnega skrbstva, predšolskega varstva…; pospešuje raziskovalno, kulturno in društveno dejavnost ter razvoj športa in rekreacije; skrbi za varstvo zraka, tal, vodnih virov, za varstvo pred hrupom, za zbiranje in odlaganje odpadkov in opravljanja druge dejavnosti varstva okolja…;